# Odoardo Ceccarelli
Odoardo Ceccarelli (Bevagna, 1600 circa – Roma, 7 marzo 1668) è stato un tenore, compositore e scrittore italiano che cantò nel Coro della Cappella Sistina e alla corte dei Barberini.
Descritto dall'inizio della sua carriera come tenore e basso, creò ruoli in diverse opere, tra cui Fileno in Erminia sul Giordano di Michelangelo Rossi e Orlando ne Il palazzo incantato di Luigi Rossi.

## Biografia
Suo padre Pannonio era un macellaio.
Suo nonno Alfonso era un noto medico e genealogista che fu giustiziato nel 1581 per falsificazione di documenti. La prima testimonianza della sua attività a Roma risale al 1620 quando fu elencato come membro del coro nella chiesa del Santo Spirito in Sassia. Nel 1622 entrò nel Collegium Germanicum  e vi rimase per un anno, ma continuò a cantare nel coro di Sant'Apollinare, la chiesa del Collegio, in più occasioni fino al 1645. Durante la sua attività di corista studiò con Giacomo Carissimi che aveva per allievi molti altri importanti cantanti romani, tra cui Giuseppe Bianchi e il castrato Giovannino. Ceccarelli era anche considerato un eccezionale interprete dei mottetti di Carissimi che spesso eseguiva insieme al compositore.
Entrò nel coro della Cappella Sistina nel gennaio 1628 e, in seguito, fu ciambellano del coro (camerlengo) nel 1630 e segretario (puntatore) nel 1647. Fu nominato maestro di cappella nel 1652. Oltre alle sue attività con il coro pontificio, Ceccarelli cantò a Parma in occasione del matrimonio di Margherita de' Medici con Odoardo Farnese nel 1628, nonché alla corte di Ferdinando II nel 1635 e nella chiesa di San Luigi dei Francesi in diverse occasioni tra il 1631 e il 1653. Cantò anche in cinque opere eseguite a Roma tra il 1633 e il 1645.

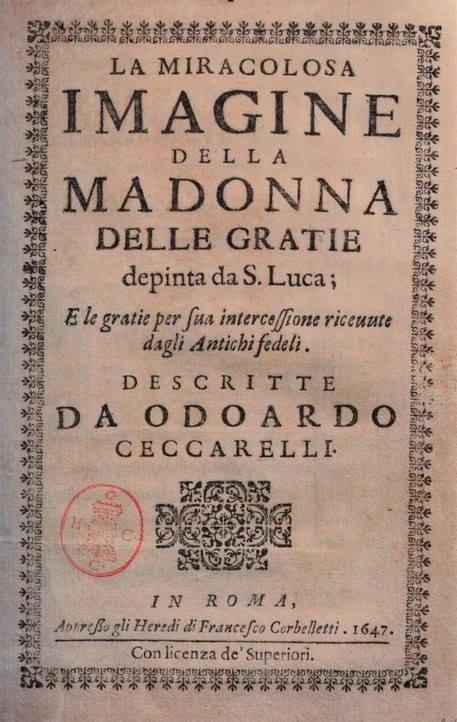
La miracolosa immagine della Madonna delle Gratie di Ceccarelli, pubblicata nel 1647

Fin dai primi anni della sua carriera Ceccarelli venne descritto, in alcune fonti, un tenore e in altre un basso. Il musicologo Alberto Iesuè ha ipotizzato che il suo vero timbro di voce fosse probabilmente quella di un basso e che cantasse parti di tenore in falsetto. Tuttavia, in Tenor: History of a Voice, John Potter fa riferimento a un tipo di voce con un registro esteso che chiama "basso-tenore" e osserva che diversi altri cantanti virtuosi del XVII secolo, che vennero descritti come tenori da i loro contemporanei, potevano cantare anche nel registro dei bassi. Un'opinione simile sull'esistenza di questo tipo di voce è stata espressa da Rodolfo Celletti.
Ceccarelli si ritirò dal Coro della Sistina nel 1658. Trascorse i suoi ultimi anni come membro di spicco della Confraternita del Santissimo Crocifisso e prestò servizio come maestro di cappella nella chiesa della confraternita, San Marcello, fino al 1667. Morì il 7 marzo 1668. Il suo funerale si tenne due giorni dopo a Santa Maria Maddalena. Nel suo testamento, lasciò la maggior parte dei suo patrimonio alla confraternita. Secondo il Großes Sängerlexikon, Ceccarelli era diventato sacerdote nel 1641. Nella sua storia del Coro della Cappella Sistina del 1710, Andrea Adami lo definisce " Rev. Odoardo Ceccarelli".

## Composizioni e scritti
Ceccarelli compose diversi brani musicali, tra cui un dramma lirico in latino per quattro soprani e coro, un idillio in italiano per cinque voci e una cantata per soprano e basso, Ecco il re del cielo immenso. Tuttavia, l'unico spartito esistente è Ecco il re del cielo immenso, conservato nella Biblioteca Casanatense. Nel 1634, su richiesta di Papa Urbano VIII, iniziò a lavorare con Sante Naldini, Stefano Landi e Gregorio Allegri per adattare la musica vocale dei vecchi breviari e per migliorare e annotare i testi delle composizioni di Palestrina. Il risultato del loro lavoro, Hymni Sacri nel Breviario Romano, fu pubblicato nel 1644.
Descritto da Adami, Liberati e Fétis come erudito letterato e eccellente scrittore di testi poetici per la musica, sia in latino che in italiano, Ceccarelli compose anche due opere in prosa su immagini della Vergine Maria a Roma, entrambe pubblicate nel 1647.
La miracolosa immagine della Madonna delle Gratie depinta da S. Luca descrive un'immagine di Maria in Santa Maria della Consolazione presumibilmente dipinta da San Luca e dai miracoli ad essa associati. Breve racconto della manifestatione della devotissima immagine della santissima Vergine descrive il restauro di un affresco raffigurante Maria nel portico di Sant'Apollinare che sopravvisse al Sacco di Roma del 1527 perché i sacerdoti lo avevano intonacato per nasconderlo alla vista degli invasori.

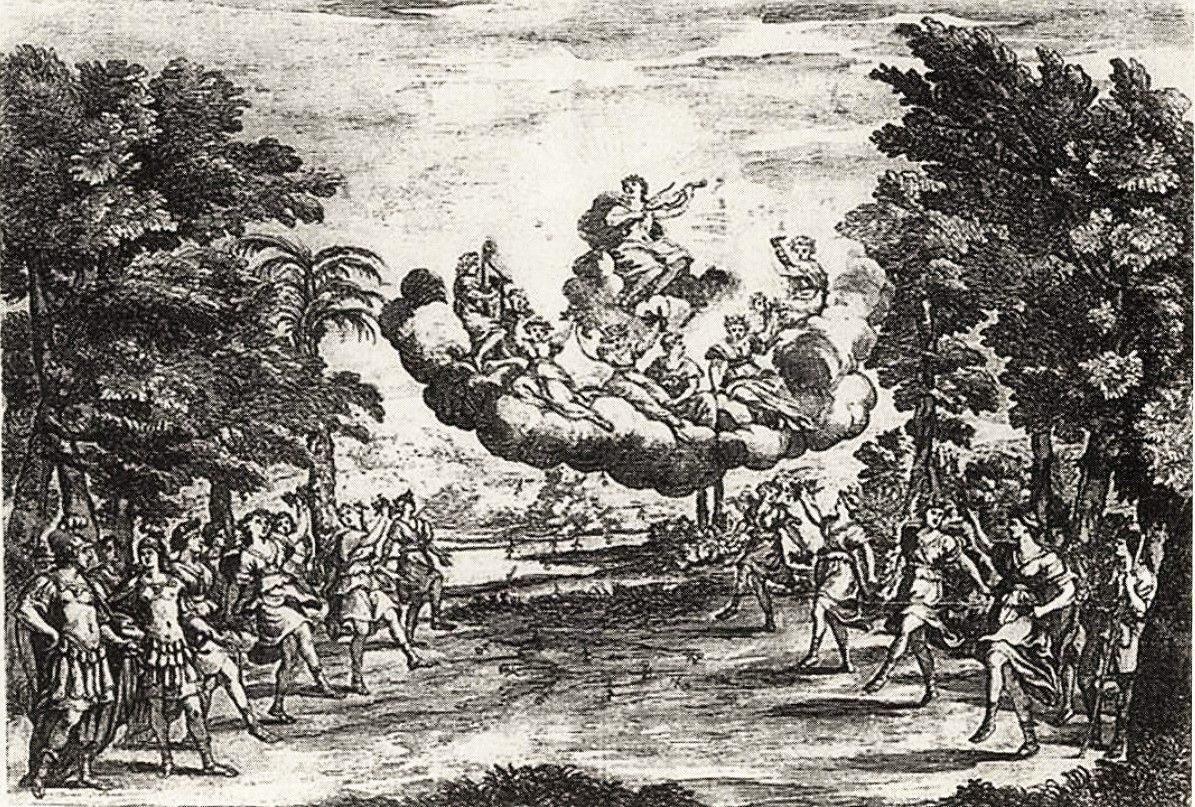
Finale di Erminia sul Giordano in cui Ceccarelli ha creato il ruolo di Fileno

## Spettacoli d'opera
- Erminia sul Giordano (come Fileno), composta da Michelangelo Rossi su libretto di Giulio Rospigliosi, eseguita a Palazzo Barberini, Roma, 1633[19]
- Santa Teodora di un anonimo compositore di un libretto di Giulio Rospigliosi, eseguito a Palazzo Barberini, Roma, 1635[7][20]
- La sincerità trionfante composta da Angelo Cecchini[21] su libretto di Ottaviano Castelli,[22] eseguita nel palazzo di François Annibal d'Estrées, Roma, 1638[13][23]
- Il palazzo incantato (come Orlando) composto da Luigi Rossi su libretto di Giulio Rospigliosi, eseguito a Palazzo Barberini, Roma, 1642[19]
- Il ratto di Proserpina di un compositore anonimo su libretto di Pompeo Colonna,[24] eseguito nel palazzo di Pompeo Colonna principe di Gallicano, Roma, 1645[13][25]